# هواگردسازی بلک‌برن

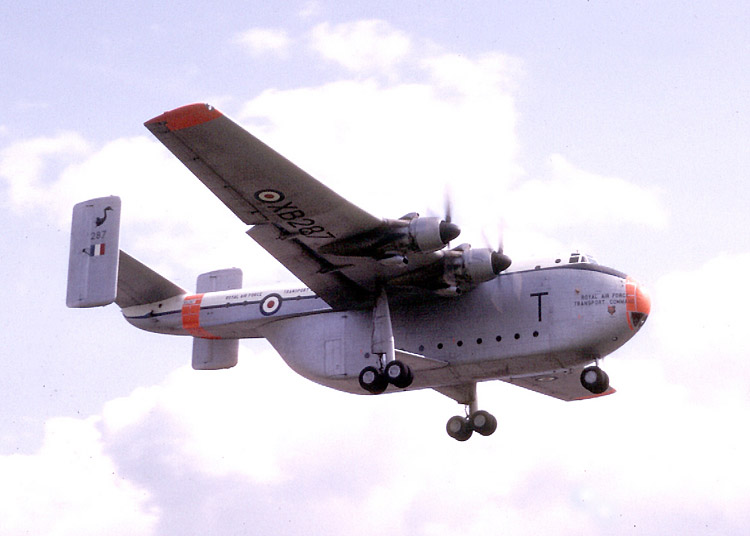
یک هواپیمای باربری بلک‌برن در سال ۱۹۶۴

هواگردسازی بلک‌برن (انگلیسی: Blackburn Aircraft) یک شرکت بریتانیایی سازنده هواگرد بود که در اوایل قرن ۲۰ام میلادی فعالیت می‌کرد. این شرکت توسط رابرت بلک‌برن که اولین هواپیمای خودش را در سال ۱۹۰۸ ساخت، در سال ۱۹۱۴ پایه‌گذاری شد.